# Fritz Pregl
Fritz (Friderik) Pregl (n. 3 septembrie 1869, Ljubljana, Austro-Ungaria – d. 13 decembrie 1930, Graz, Republica Austriacă) a fost un chimist din Austro-Ungaria, laureat al Premiului Nobel pentru Chimie (1923).

## Biografie
S-a născut într-o familie mixtă: tatăl vorbea slovena, iar mama germana. A studiat medicina la Universitatea din Graz.
În 1894 obține doctoratul, iar în 1910 este numit profesor titular la Universitatea din Innsbruck și director al Institutului de Chimie Medicală. Mai târziu devine director al Institutului Medico-Chimic din Graz, funcție pe care o va deține până la sfârșitul vieții.